# Список дипломатических миссий Таиланда

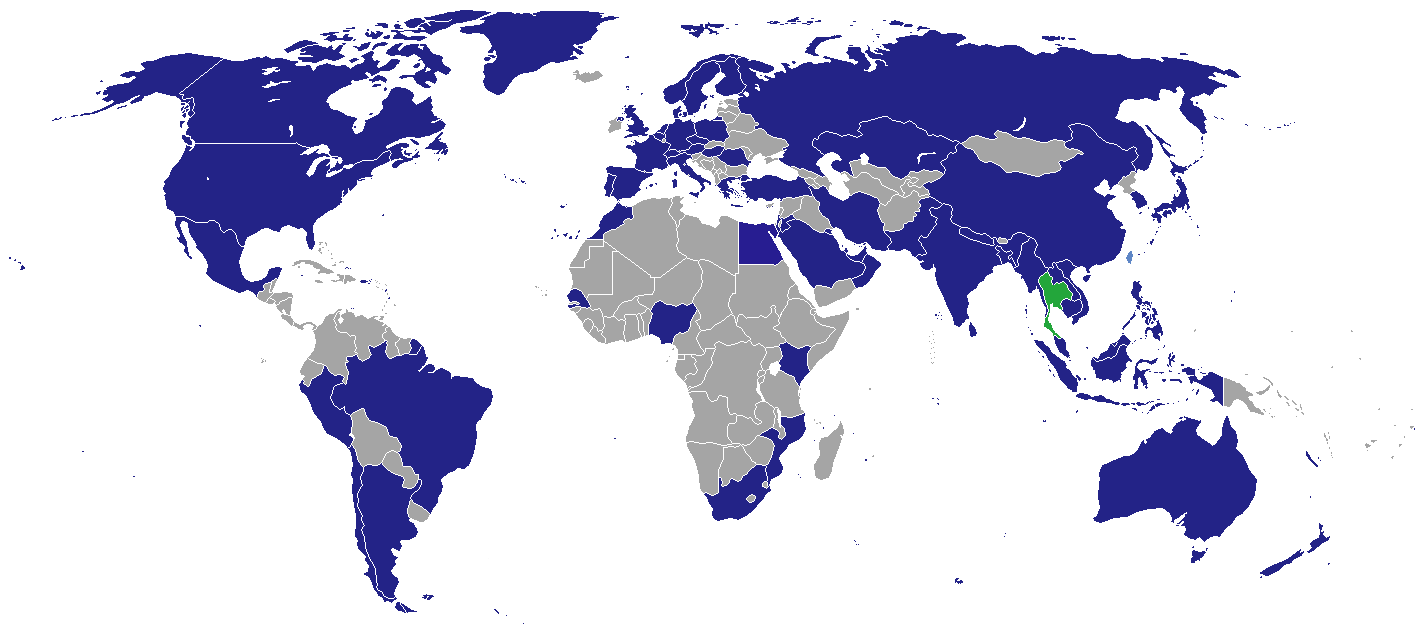

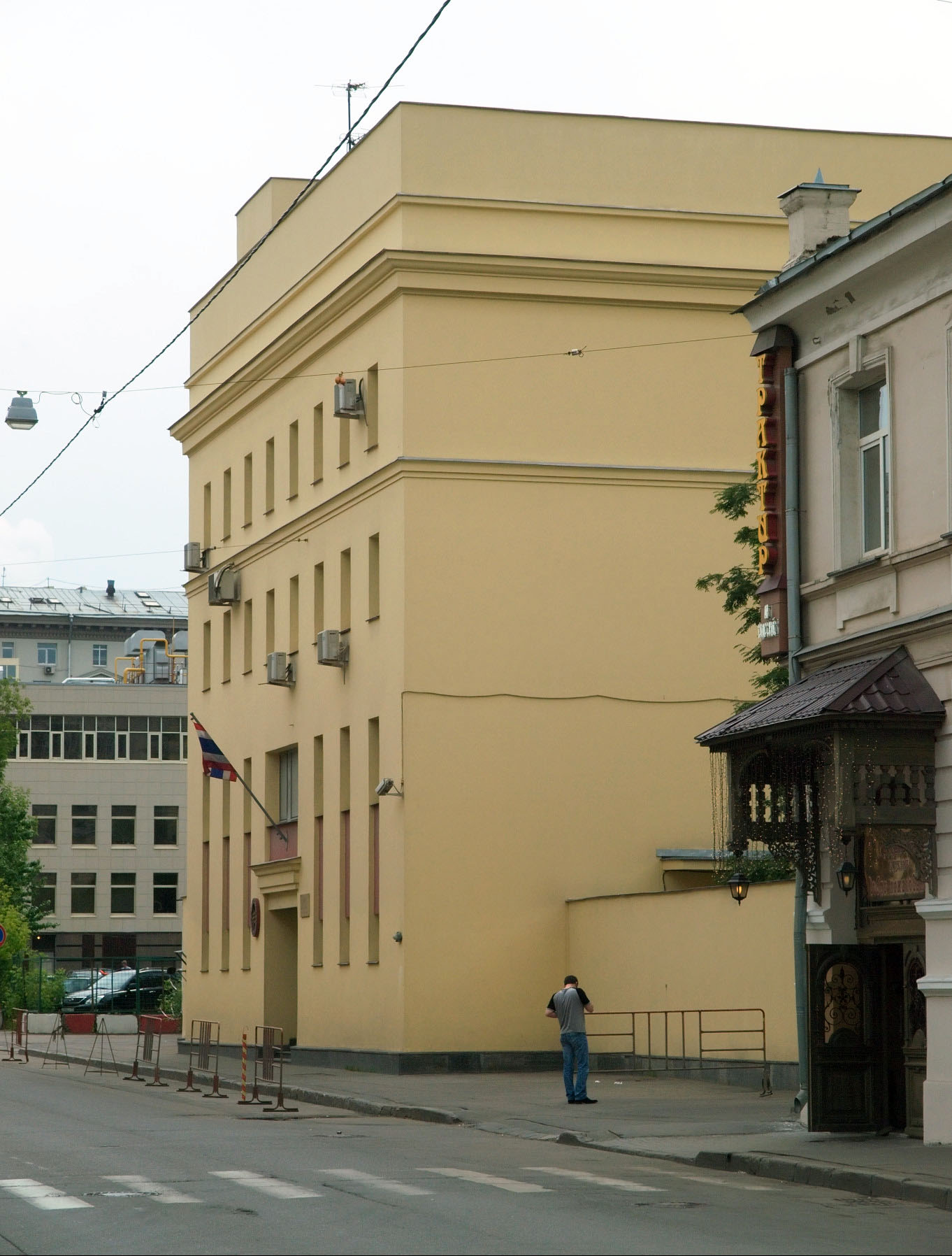
Посольство Таиланда в Москве.

Список дипломатических миссий Таиланда — большинство предипломатических миссий Таиланда приходится на страны Азии и бассейна Тихого океана.

## Европа
- Австрия, Вена (посольство)
- Бельгия, Брюссель (посольство)
- Чехия, Прага (посольство)
- Дания, Копенгаген (посольство)
- Финляндия, Хельсинки (посольство)
- Франция, Париж (посольство)
- Германия, Берлин (посольство)
  - Бонн (отделение посольства)
  - Франкфурт-на-Майне (генеральное консульство)
- Греция, Афины (посольство)
- Венгрия, Будапешт (посольство)
- Италия, Рим (посольство)
- Нидерланды, Гаага (посольство)
- Норвегия, Осло (посольство)
- Польша, Варшава (посольство)
- Португалия, Лиссабон (посольство)
- Румыния, Бухарест (посольство)
- Россия, Москва (посольство)
  - Санкт-Петербург (генеральное консульство)
- Испания, Мадрид (посольство)
- Швеция, Стокгольм (посольство)
- Швейцария, Берн (посольство)
- Великобритания, Лондон (посольство)

## Америка
- Канада, Оттава (посольство)
  - Торонто (генеральное консульство)
  - Ванкувер (генеральное консульство)
- Мексика, Мехико (посольство)
- США, Вашингтон (посольство)
  - Чикаго (генеральное консульство)
  - Лос-Анджелес (генеральное консульство)
  - Нью-Йорк (генеральное консульство)
- Аргентина, Буэнос-Айрес (посольство)
- Бразилия, Бразилиа (посольство)
- Чили, Сантьяго (посольство)
- Перу, Лима (посольство)

## Ближний и Средний Восток
- Бахрейн, Манама (посольство)
- Иран, Тегеран (посольство)
- Израиль, Тель-Авив (посольство)
- Иордания, Амман (посольство)
- Кувейт, Эль-Кувейт (посольство)
- Оман, Маскат (посольство)
- Катар, Доха (посольство)
- Саудовская Аравия, Эр-Рияд (посольство)
  - Джидда (генеральное консульство)
- Турция, Анкара (посольство)
- ОАЭ, Абу-Даби (посольство)
  - Дубай (генеральное консульство)

## Африка
- Египет, Каир (посольство)
- Кения, Найроби (посольство)
- Мадагаскар, Антананариву (генеральное консульство)
- Марокко, Рабат (посольство)
- Нигерия, Абуджа (посольство)
- Сенегал, Дакар (посольство)
- ЮАР, Претория (посольство)

## Азия
- Бангладеш, Дакка (посольство)
- Бруней, Бандар-Сери-Бегаван (посольство)
- Камбоджа, Пном-Пень (посольство)
- Китай, Пекин (посольство)
  - Гуанчжоу (генеральное консульство)
  - Гонконг (генеральное консульство)
  - Куньмин (генеральное консульство)
  - Наньнин (генеральное консульство)
  - Шанхай (генеральное консульство)
  - Сямынь (генеральное консульство)
  - Чэнду (консульство)
  - Сиань (консульство)
- Индия, Нью-Дели (посольство)
  - Ченнай (генеральное консульство)
  - Колката (генеральное консульство)
  - Мумбай (генеральное консульство)
- Индонезия, Джакарта (посольство)
- Япония, Токио (посольство)
  - Осака (генеральное консульство)
- Южная Корея, Сеул (посольство)
- Лаос, Вьентьян (посольство)
  - Кейсонфомвихан (генеральное консульство)
- Малайзия, Куала-Лумпур (посольство)
  - Кота-Бару (генеральное консульство)
  - Пенанг (генеральное консульство)
- Мьянма, Янгон (посольство)
- Непал, Катманду (посольство)
- Пакистан, Исламабад (посольство)
  - Карачи (генеральное консульство)
- Филиппины, Манила (посольство)
- Сингапур (посольство)
- Шри-Ланка, Коломбо (посольство)
- Тайвань, Тайбэй (торгово-экономическая миссия)
- Восточный Тимор, Дили (посольство)
- Вьетнам, Ханой (посольство)
  - Хошимин (генеральное консульство)

## Океания
- Австралия, Канберра (посольство)
  - Сидней (генеральное консульство)
- Новая Зеландия, Веллингтон (посольство)

## Международные организации
- - Брюссель (представительство при ЕС)
  - Женева (постоянная миссия при учреждениях ООН)
  - Нью-Йорк (постоянная миссия при ООН)
  - Париж (постоянная миссия при ЮНЕСКО)
  - Вена (постоянная миссия при учреждениях ООН)